# 村上武次郎

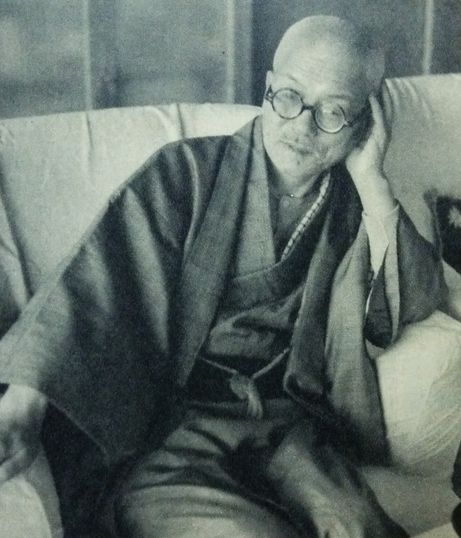
1956年

村上 武次郎（むらかみ たけじろう、1882年11月10日 - 1969年7月29日）は、日本の冶金学者。
京都府南桑田郡（現：亀岡市）に生まれる。京都府師範学校を経て東京高等師範学校を卒業し、京都府立第一高等女学校（現：京都府立鴨沂高等学校）の教師職に就くが、再び学問を志し29歳で京都帝国大学理学部純正化学科へ入学。卒業後も大学に残り講師を務める。近重眞澄の推挙で、1916年新たに設立される東北帝国大学に臨時理化学研究所（所長本多光太郎、現：東北大学金属材料研究所）に赴任する。以後KS鋼・新KS鋼の研究に携わり、ステンレス鋼や高速度工具鋼など新素材の領域で優れた業績を上げた。
娘婿に今井勇之進がいる。

## 略歴

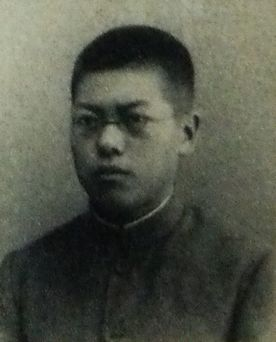
東京高等師範学校時代（22歳）

- 1914年（大正3年） - 京都帝国大学理学部純正化学科卒業
- 1916年（大正5年） - 東北帝国大学臨時理化学研究所入所
- 1923年（大正12年） - 東北帝国大学工学部金属工学科教授就任
- 1927年（昭和2年） - 『特殊鋼の物理冶金学的研究』で帝国学士院賞（大毎東日賞）を受賞[1]
- 1939年（昭和14年） - 日本金属学会設立発起人
- 1942年（昭和17年） - 第4回日本金属学会賞
- 1950年（昭和25年） - 日本金属学会・第4代会長就任。同年、日本学士院（当時の第二部自然科学部門）会員になる[2]。
- 1956年（昭和31年） - 文化勲章受章
- 1958年（昭和33年） - 第1回本多記念賞
- 1959年（昭和34年） - 仙台市名誉市民[3]
- 1969年（昭和44年） - 永眠。妻ゆうと共に故郷亀岡市の保津町墓地に埋葬されている。